# سيدي بوعل
سيدي بوعل هي جماعة قروية في إقليم تارودانت بجهة سوس ماسة جنوب المغرب. وهي تضم 3019 نسمة، حسب الإحصاء العام للسكان والسكنى لسنة 2014.

## دواوير الجماعة
- دوار أكادير نايت الطالب
- دوار تكديرت نايت الطالب
- دوار تنفݣت
- دوار توريرت
- دوار تنفزت
- دوار أنزرݣ
- دوار افسفاس
- دوار تكلديمت
- دوار تكراكرا
- دوار تكلديمت
- دوار تنجاجمشت
- دوار المدان
- دوار اكني الخير
- دوار انمر
- دوار تمسولت
- دوار دو وزرو
- دوار وارمداز
- دوار تنتامت
- دوار تورضوين
- دوار إكيوز
- دوار إغير
- دوار تزخت
- دوار دو أزرو
- دوار تليزا

## التعليم
قائمة المؤسسات التعليمية في جماعة سيدي بوعل:
- مجموعة مدارس انمر (المركزية: انمر / الوحدات: ايت اكارن - افسفاس - تنججمشت - المدان - اكني الخير)
- مجموعة مدارس ابن حنبل (المركزية: تنتامت / الوحدات: تمشدكان - اكيوز - توريرت - تورضوين - تليزا - ورمداز)